# Volkswagen Total Flex
Els Volkswagen Total Flex és una gamma de motors que poden funcionar amb una mescla de gasolina i etanol.
Des de la seva comercialització l'any 2003, s'han fabricat un total d'1.000.000 de motors Tota Flex  Arxivat 2007-06-02 a Wayback Machine.
De moment només es comercialitzen al Brasil i com ja ve sent la tònica dominant, pot funcionar tant únicament amb gasolina com únicament amb alcohol o en una mescla d'ambdós productes.

## Història
Pot considerar-se a Volkswagen com la màxima propulsora d'aquests tipus de motors al Brasil. El primer cotxe amb motor Total Flex, i el primer cotxe a poder funcionar tant amb alcohol com gasolina va ser el 2003, amb el Volkswagen Gol 1.6 L Total Flex. Posteriorment al mateix any en octubre el primer model a equipar el nou motor 1.0 L Total Flex va ser el Volkswagen Fox.
Volkswgen ha estat el líder en motors flexibles des dels seus inicis el 2003, i en l'actualitat ostenta el 35% del mercat, amb unes vendes de 575.111 unitats fins a l'Abril de 2006, de les quals, el Gol i Fox representen 464.087 unitats .

## Mercat brasiler

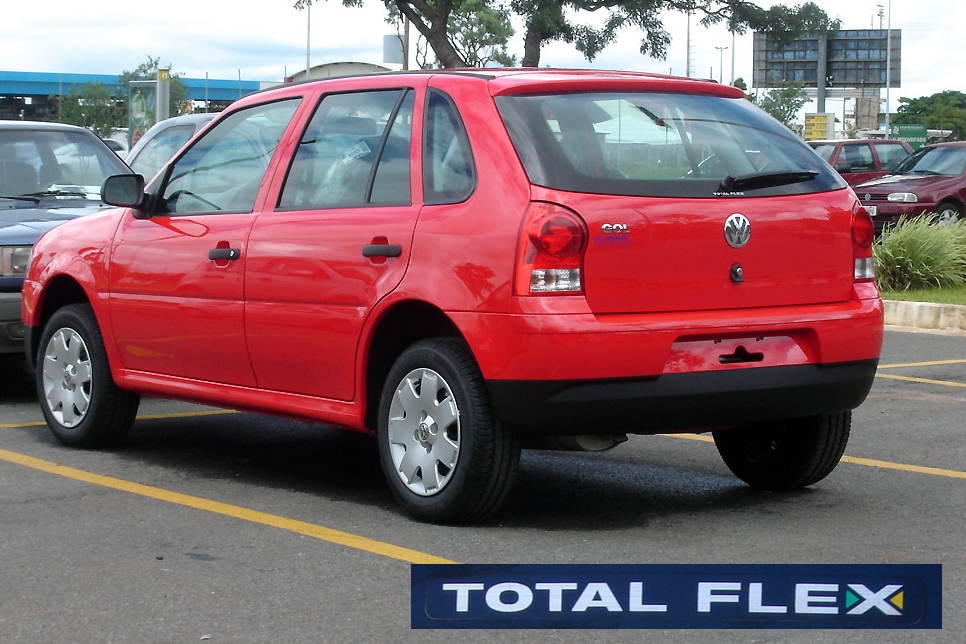
Volkswagen Gol Plus Total Flex del 2007

En l'actualitat, Volkswagen ofereix les següents opcions:
Motor 1.0 L (999 cc) Total Flex
Vehicles que equipen aquest motor:
- Volkswagen Gol
- Volkswagen Fox

Motor 1.6 L (1599 cc) Total Flex
Vehicles que equipen aquest motor:
- Volkswagen Crossfox
- Volkswagen Gol
- Volkswagen Golf
- Volkswagen Fox
- Volkswagen Polo
- Volkswagen Polo Sedan
- Volkswagen Parati
- Volkswagen Saveiro
- Volkswagen Spacefox

Motor 1.8 L (1781 cc) Total Flex
Vehicles que equipen aquest motor:
- Volkswagen Gol
- Volkswagen Saveiro
- Volkswagen Parati

Hi ha una versió amb motor 1.4 L Total Flex que equipa únicament la Volkswagen Kombi.